# Alano I de Bretaña
Alano I de Bretaña († 907), llamado el Grande, fue rey de Bretaña entre 890 y 907.

## Biografía
Sucedió a su hermano Pasquitan († 877), que a su vez era yerno y sucesor del rey Salomón († 874); Alano había sido anteriormente conde de Vannes y conde de Nantes. Junto con la herencia de su hermano, heredó igualmente las luchas con el condado de Rennes por la Corona de Bretaña. Se enfrentó a Judicael de Poher, conde de Rennes, para luego reconciliarse con él con el fin de asegurar mejor la defensa contra las invasiones de los vikingos o normandos. En 890 tomó parte destacada en la batalla de Questembert, en la que los normandos sufrieron una derrota y en la que, adicionalmente, murió su oponente, Judicaël.
Ahora, sin oposición, estructuró en torno a su persona a toda Bretaña, de la que se convirtió en rey. Extendió sus dominios por el este hasta el río Mayenne y consiguió incluso el dominio temporal de la abadía de Saint Aubin de Angers. Su reinado 890-907 marcó un período de tranquilidad y prosperidad para el país.
Se desconoce, sin embargo, la fecha exacta de su fallecimiento.
Según las firmas de las actas, Alano tuvo con su esposa Orgaim al menos cinco hijos, de los que dos le sobrevivieron, así como dos hijas casadas:
- Rudalt, conde de Vannes (907-913) (post mortem patri sui), fundador del linaje de Rieux.
- Gueréch
- Derrien, mencionado en 903, fundador de los linajes de Elven y Largoët.
- Budic que vivía en 903 (Pascuuethan et Dergen et Budic, filii ejus...).
- Pasquitan, que vivía en 903 (Vuereche fili Alani Pascuiten fratris sui)
- Ne, esposa de Mathuedoi, conde de Poher. Fueron los padres de Alano II de Bretaña.
- Ne, casada con un conde Tanguy, que suscribió una donación en favor de la Abadía de Saint-Sauveur de Redon con Derrien el 27 de noviembre de 910.

Ninguno de sus herederos pudo sucederle y fue el conde de Cornualles, Gourmaelon, quien accedió al trono bretón.